# Goṙ Poġosyan
Goṙ Poġosyan (in armeno Գոռ Պողոսյան?, traslitterazione anglosassone: Gor Poghosyan; Erevan, 11 giugno 1988) è un calciatore armeno, difensore del Lernayin Artsakh.

## Carriera

### Club
Ha giocato nella massima serie armena.